# Morales de Campos
Morales de Campos è un comune spagnolo di 187 abitanti situato nella comunità autonoma di Castiglia e León.